# Haparanda gamla kyrka

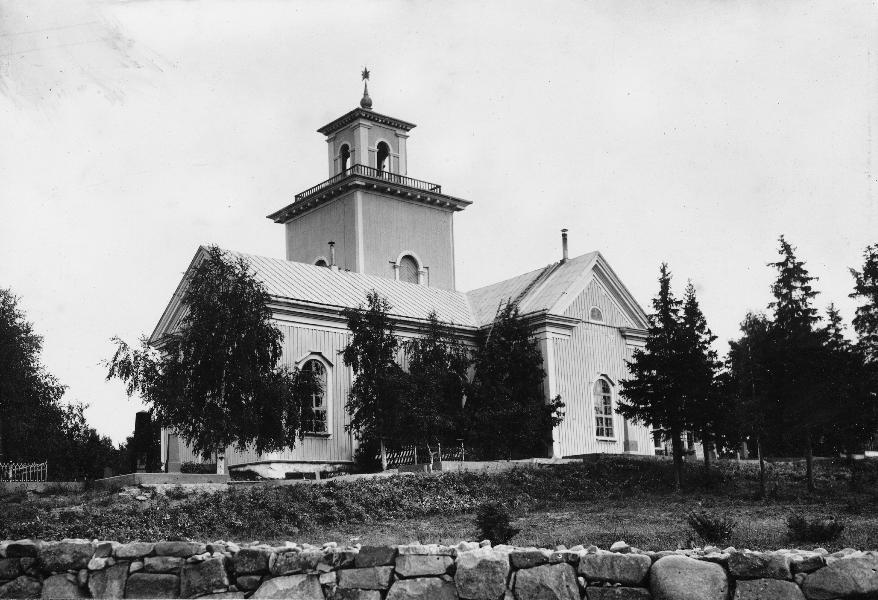
Nedertorneå-Haparanda gamla kyrka år 1926.

Haparanda gamla kyrka, tidigare Nedertorneå kyrka, var en kyrka i Haparanda, byggd 1825 och som brann ner den 14 juni 1963. Kyrkan tillhörde Nedertorneå-Haparanda församling och hade funnits i 138 år vid tidpunkten för branden. Det enda som idag finns bevarat är en träkista med järnbeslag. Detta och en modell av kyrkan finns att beskåda i den nya Haparanda kyrka som invigdes 1967, fyra år efter branden. 
Haparanda gamla kyrka var belägen där dagens klockstapel står.

## Bilder

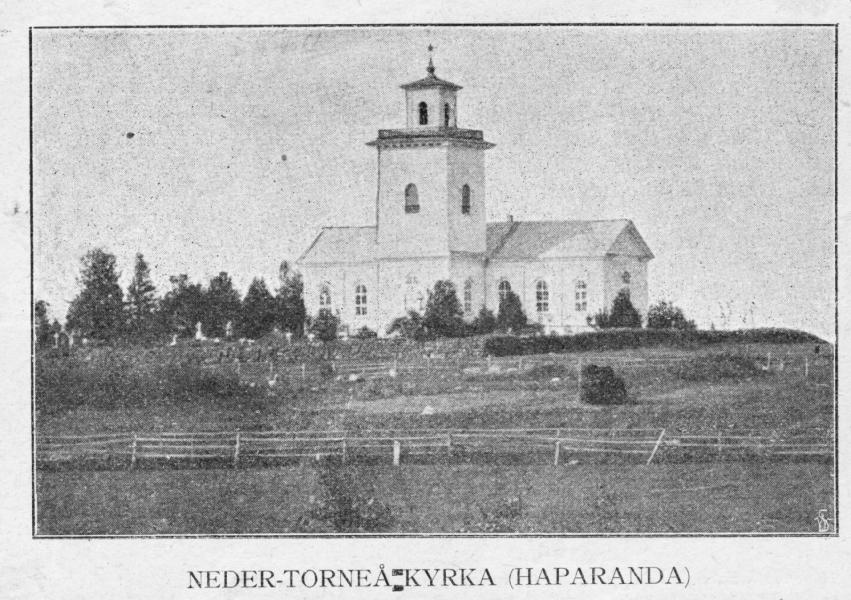
Kyrkan från nordöst.
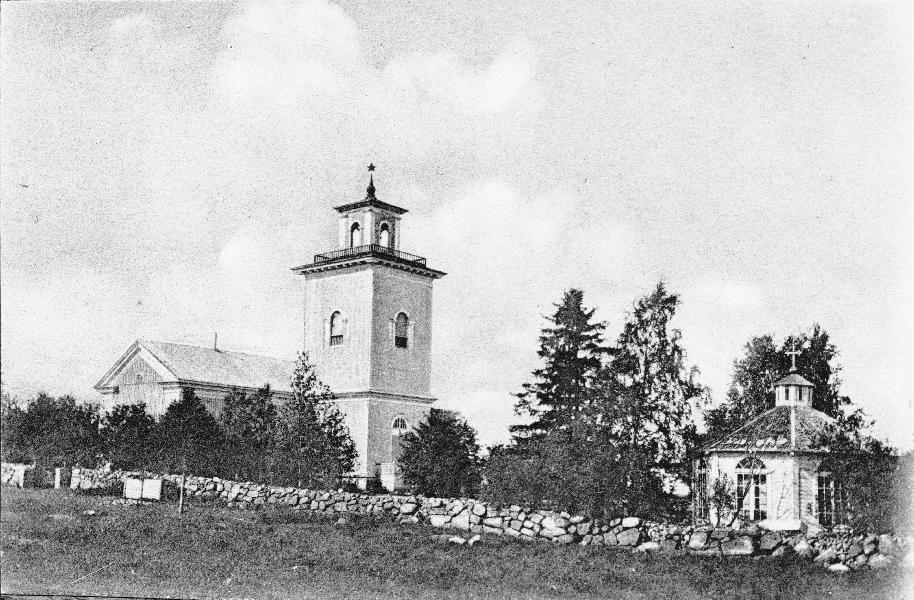
Kyrkan och dess omgivning från sydöst.
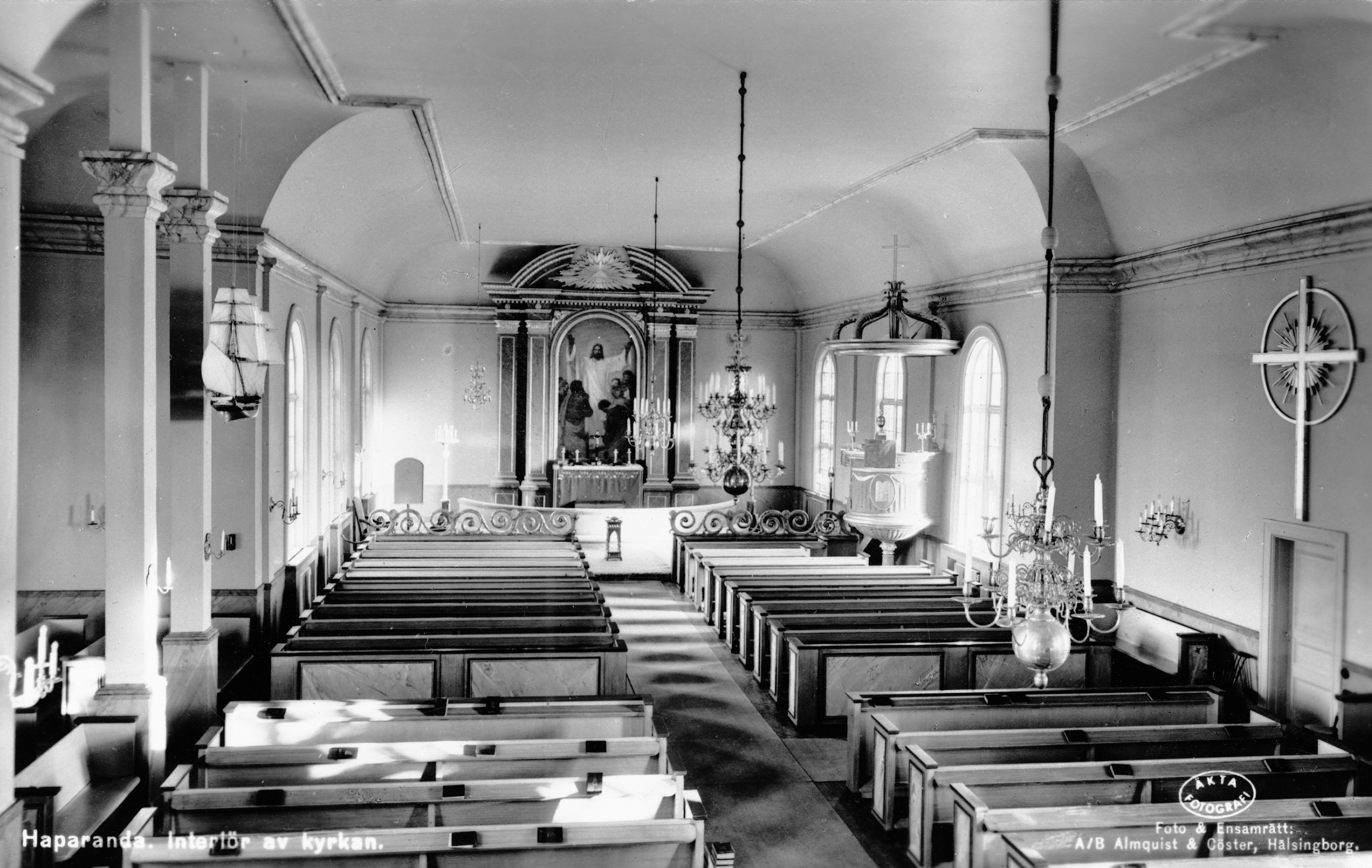
Interiör av den gamla kyrkan.
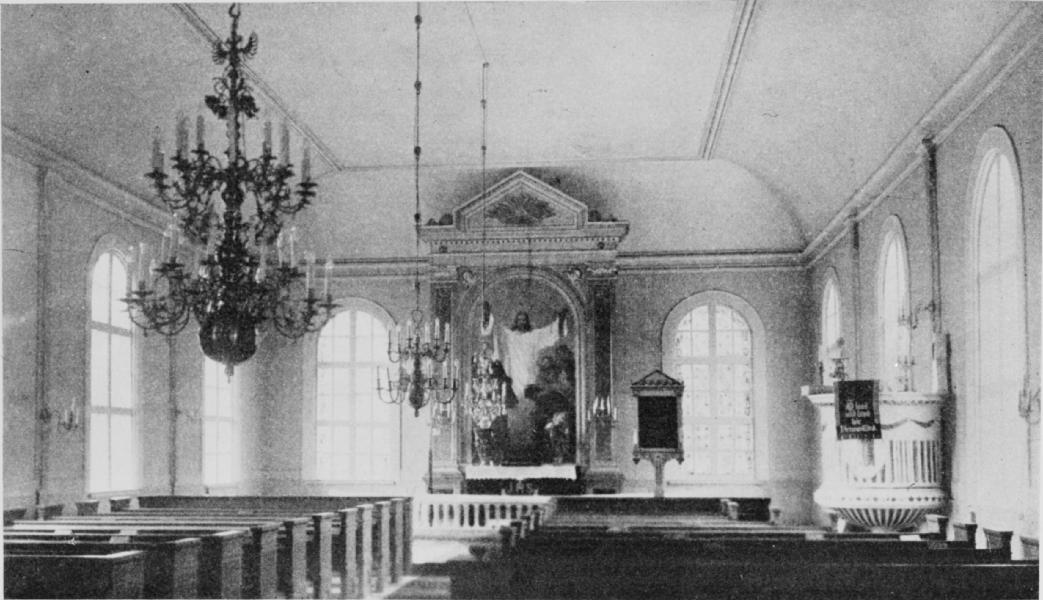
Interiör mot söder, koret.